# Смоговци
Смоговци је била веома позната омладинска серија из 1982. и емитована осамдесетих и почетком деведесетих година 20. века на тадашњој ТВ Загреб. Сценарио је написао Хрвоје Хитрец а серију је режирао Миливој Пухловски. Иако је окарактерисана као хумористична, ова серија нуди ново виђење одраслих из дечје перспективе.
Децу за улоге су тражили у загребачким предграђима. Музика у првим епизодама уводне шпице је из вестерн серије "Седам величанствених", док је у каснијим циклусима серије за уводну шпицу коришћена и инструментална мелодија песме „Теби, граде мој (Загреб, Загреб)".
"Смоговци“ је прича о шесторо браће загребачке породице Врагец који живе у Населку, предграђу града Загреба. Браћа Врагец су одрасли без очевог присуства, а мајка Мелита је прихватила посао у Немачкој, као би прехранила породицу.
Породица Врагец, поређану по старости, чине:
- Драгец Врагец, најстарији брат, глава породице
- Перо Врагец, други брат по старости, фудбалер
- Мазало Врагец, трећи брат по старости, сликар у покушају, заљубљеник у уметност
- Цобра Врагец, четврти брат по старости, љубитељ хемије, физике и биологије, који сања да ће једног дана постати Нобеловац
- Штефек Врагец, пети брат по старости, ученик који никад ништа не учи, а увек све зна
- Буцо Врагец, прождрљивац, уједно и најмлађи брат Врагец, познат по вишку килограма и љубави према кобасицама.

Осим авантура браће Врагец, серија прати и животе њихових пријатеља, непријатеља, симпатија и комшија.

## Улоге
| Глумац                | Улога                                | Сезоне                        |
| --------------------- | ------------------------------------ | ----------------------------- |
| Томислав Штрига       | Драгец Врагец                        | 1—6. сезона                   |
| Дамир Шабан           | Мазало Врагец                        | 1—6. сезона                   |
| Ивица Задро           | Перо Врагец                          | 1—6. сезона                   |
| Марио Мирковић        | Цобра Врагец                         | 1—6. сезона                   |
| Жељко Билен           | Штефек Врагец                        | 1—3. сезона                   |
| Един Осмић            | Буцо Врагец                          | 1—6. сезона                   |
| Славица Кнежевић      | Соња Врагец                          | 1—6. сезона                   |
| Ђорђе Рапајић         | Носоња                               | 1—5. сезона                   |
| Илија Ивезић          | Инспектор Петровић-Жандар            | 1—6. сезона                   |
| Омер Алин             | Дадо #1                              | 1—3. сезона                   |
| Борис Мирковић        | Дадо #2                              | 4—6. сезона                   |
| Ана-Марија Петричевић | Дуња #1                              | 1—4. сезона                   |
| Вишња Бабић           | Дуња #2                              | 5—6. сезона                   |
| Славко Бранков        | Црни Џек                             | 1—6. сезона                   |
| Божидар Кошћак        | Кумпић                               | 3—6. сезона                   |
| Мира Фурлан           | Мира                                 | 1—4. сезона; 5. и 6. као гост |
| Горана Степанић       | Марина Травица #1                    | 1—5. сезона                   |
| Маја Ружић            | Марина Травица #2                    | 6. сезона                     |
| Емил Глад             | Флек Контрец                         | 2—6. сезона                   |
| Марко Мајер           | Бимбо                                | 4—6. сезона                   |
| Едвин Даутовић        | Бонго Врагец                         | 3—6. сезона                   |
| Ксенија Пајић         | Нина                                 | 3—6. сезона                   |
| Хермина Пипинић       | Мелита Врагец                        | 3—6. сезона                   |
| Ирена Томасов         | Лора                                 | 3—6. сезона                   |
| Санда Лангерхолц      | Нинина мајка                         | 3—6. сезона                   |
| Иво Фици              | Фласа                                |                               |
| Бранко Супек          | Менаџер Динама                       |                               |
| Звонимир Ференчић     | Директор школе                       |                               |
| Круно Валентић        | Човјек на галерији кина              |                               |
| Младен Црнобрња       | Мађионичар                           |                               |
| Звонимир Зоричић      | Приповједач / Глумац                 |                               |
| Мирко Швец            | Ћелавац који чека Флека              |                               |
| Костадинка Велковска  | Кумпицева мама                       |                               |
| Предраг Петровић      | Директор казалишта                   |                               |
| Славица Јукић         | Конобарица Катица                    |                               |
| Анте Румора           | Наивни штедиша / Доктор (у кину)     |                               |
| Дарко Срића           | Фрајер с плаже / Фрајер с клизалишта |                               |
| Стево Крњајић         | Лекар                                |                               |
| Вида Јерман           |                                      |                               |
| Тошо Јелић            |                                      |                               |
| Влатко Дулић          | Кумпићев отац                        |                               |
| Отокар Левај          | Тренер Слалом / Гдин Ото             |                               |
| Едита Липовшек        | Странкиња                            |                               |
| Јован Стефановић      |                                      |                               |
| Данило Попржен        | сликар / тип на прозору воза         |                               |